# Claudia Andujar
Claudia Andujar (12 de juny de 1931) és una fotògrafa brasilera nascuda a Neuchâtel, Suïssa. És coneguda per la seva feina fotoperiodística amb la comunitat Ianomami a l'Amazònia brasilera.

## Biografia
De pare hongarès d'origen jueu i mare suïssa protestant, Andujar va viure la seva infància a Romania i Hongria. Durant la Segona Guerra Mundial va haver d'emigrar juntament amb la seva mare a Suïssa, el seu país d'origen, a pesar que el pare, a causa de la seva condició de jueu, va ser portat al camp de concentració de Dachau on moriria juntament amb la major part de la seva família i amics. Visqué uns anys a Nova York, on va fer els seus primers contactes amb la pintura i la fotografia, i després es traslladà, al 1954, a São Paulo, on adoptà la nacionalitat brasilera.

## Activitat professional
Va treballar com a reportera gràfica de 1960 a 1971 i va formar part de l'equip de fotògrafs de la revista Realidade, on va fer un ampli reportatge sobre la selva amazònica. La seva carrera com a fotoperiodista va començar amb un projecte sobre la comunitat indígena Karajá (a la conca del riu Araguaia), amb qui va conviure dos mesos.
En la primera meitat dels anys setanta va rebre dues beques de la Fundació Guggenheim i, posteriorment, una altra de la Fundação de Auxílio à Perquisició do Estat de São Paulo (FAPESP) per estudiar la tribu dels Ianomami, a la conca del riu Catrimani (estat de Roraima, Brasil).
A finals dels anys setanta va començar a dedicar-se exclusivament a la lluita per la preservació del poble Ianomami i va ser una de les fundadores del Comitè per a la Creació del Parc Ianomami. En els seus reportatges retratà els estralls provocats per la depredació forestal i minera, i col·laborà amb la comunitat amb diverses iniciatives. Entre 1978 i 1992 va participar en la Comissió per a la creació del Parc Ianomami i coordinà la campanya per la demarcació de les terres indígenes. Entre 1993 i 1998 va treballar en el Programa Institucional de la Comissió Pro-Ianomami.

## Marcados
Entre 1981 i 1984, Andujar va passar llargues temporades en territoris indígenes. Juntament amb dos metges, va fer moltes fotografies de l'entorn i de les expedicions, registrant un per un cada individu amb un número penjat al coll. Aquestes imatges eren utilitzades en les cartilles de vacunació sanitària, que van contribuir a salvar la vida de molts dels membres de la tribu afectats per malària i grip, malalties contretes com a resultat del contacte amb els occidentals.
Aquest treball sorgeix llavors per dos motius: d'una banda, a nivell antropològic, de l'intent d'ajudar a la supervivència del poble Ianomami a partir de la vacunació dels habitants de les diverses poblacions i, d'altra banda, a nivell conceptual, en contraposició amb la pròpia biografia de l'artista, els familiars i amics de la qual van ser marcats i assassinats en els camps de concentració nazi.

## Exposicions
La seva feina ha estat exposada en molt diverses institucions i sales, com la Fondation Cartier de París, la Pinacoteca de l'Estat de São Paulo, l'Institut Tomie Ohtake, de São Paulo, el Centr Cultural Banco do Brasil, de Brasilia, la 12ª Biennal d'Estambul, l'Instituto Itaú Cultural i 24ª Biennal de São Paulo, la 2ª Biennal Internacional de Fotografía de Curitiba, la Maison Européene de la Photographie, de París, Instituto Inhotim, de Brumadinho, Minas Gerais, entre d'altres. Per a l'any 2021 està prevista una exposició a Barcelona, a la Fundació Mapfre.

## Premis
- 2018 Medalla Goethe, principal premi cultural d'Alemanya.[8][9]

## Llibres
- 1970: A Week in Bico's World: Brazil.
- 1982: Missa dona Terra sem Males.
- 2005: A Vulnerabilidade Do Ser.
- 2007: Yanomami, la danse des images.
- 2016: Marcados; Co-edició MALBA - Libros UNA (Libros Universidad Nacional de las Artes), Buenos Aires, Argentina.